# We Bring Upon Thee
We Bring Upon Thee är Torture Divisions andra demo, utgiven den 2 juni 2008. Liksom all musik av Torture Division släpptes den gratis och finns tillgänglig för nedladdning från deras webbplats.

## Låtlista
1. Invoking the Knifer – 3:08
2. We Bring Upon Thee – 2:53
3. Terroreyes – 2:30

## Medverkande
- Lord K. Philipson (gitarr)
- Jörgen Sandström (sång)
- Tobias Gustafsson (trummor)